# Léonce cinématographiste
Léonce cinématographiste è un cortometraggio muto del 1913 diretto da Léonce Perret.

## Produzione
Il film fu prodotto dalla Société des Etablissements L. Gaumont.

## Distribuzione
Distribuito dalla Société des Etablissements L. Gaumont, uscì nelle sale cinematografiche francesi il 26 luglio 1913. In Germania, era conosciuto con il titolo Leo als Kinoregisseur.